# Мыза (Ардатовский район)
Мы́за — сельский посёлок Ардатовском районе Нижегородской области.

## Этимология
Существует несколько версий происхождения названия посёлка. По одной версии, название посёлка происходит от финно-угорского корня музо — «рябчик», то есть её название можно трактовать как «место, богатое дичью». По другой версии, название посёлка имеет балтийское происхождение, так как хутор на этом месте был заселён выходцами из Польши и Литвы, переселённым сюда при царе Алексее Михайловиче после русско-польской войны 1654—1667 годов; в Балтии мызой называют отдельно стоящую ферму, хутор.

## Географическое положение
Посёлок Мыза находится на юго-западе Нижегородской области России, на правом берегу реки Иржи. Административный центр муниципального округа Ардатов находится в 17 км к северо-западу от Мызы.
Посёлок соединён просёлочными дорогами на севере с деревней Малиновкой (расстояние 2 км),
на северо-востоке — с деревней Силино (5 км), на северо-западе — с селом Юсупово. Высота над уровнем моря около 163 метров.
Посёлок Мыза, как и вся Нижегородская область, находится в часовой зоне МСК (московское время). Смещение применяемого времени относительно UTC составляет +3:00.

## Административная принадлежность
Сельский посёлок Мыза входит в состав Хрипуновского сельсовета Ардатовского муниципального округа Нижегородской области Российской Федерации.

## Климат
Посёлок находится в зоне умеренно-континентального климата, который характеризуется холодной продолжительной зимой и тёплым, но достаточно коротким летом. За год выпадает в среднем 450—550 мм осадков, из них 68 % — в виде дождя и 32 % — в виде снега. Среднегодовая относительная влажность воздуха — 76 %. Снежный покров достигает 50 см, а в особо снежные зимы может достигать одного метра и более.
Весна приходит резко, обычно к середине апреля, при этом вплоть до середины мая нередки заморозки. Лето сравнительно короткое и достаточно жаркое — в отдельные годы температура может достигать 36 °C. Шапка лета приходится на июль. В конце весны и лета нередки грозы — их может случаться до 20 за год, почти каждый год выпадает град. Осень приходит в сентябре и стоит до начала ноября, но уже в сентябре нередки заморозки. Зима наступает в начале ноября и продолжается до середины марта. Обычно первый снег выпадает в октябре и держится в течение пяти месяцев, сходит к 10—15 апреля. Почва промерзает на глубину 70—90 см.
Вегетационный период составляет 189 дней, продолжительность безморозного периода — 137 дней.

## Население
| Численность населения | Численность населения | Численность населения | Численность населения | Численность населения | Численность населения | Численность населения |
| 1916                  | 1978                  | 1992                  | 1999                  | 2002                  | 2010                  | 2021                  |
| --------------------- | --------------------- | --------------------- | --------------------- | --------------------- | --------------------- | --------------------- |
| 9                     | ↗67                   | ↘27                   | ↗34                   | ↘25                   | ↘16                   | ↘10                   |

## Памятники истории и культуры
В посёлке — памятник архитектуры местного значения — усадьба Хомутова Н.А.

## Инфраструктура
В посёлке единственная улица Прудовая.

## Комментарии
1. ↑  Указан как «Хутор „Мыза“ Васильевой».